# Гута Стальова Воля
Гута Стальова Воля (пол. Huta Stalowa Wola; HSW) — машинобудівна компанія Польщі. Розташована у м. Стальова Воля. Заснована у 1930-х роках. Випускає широкий спектр продукції цивільного і військового призначення.

## Історія
У 2011 році йшли перемовини із китайською корпорацією Liugong щодо приватизації польської компанії китайськими інвесторами. Озвучувалася сума контракту у понад 250 млн злотих (~ 60 млн євро).
З 2006 р. Гута Стальова Воля працювала над створенням 120-мм самохідного міномета «Рак». Перші прототипи SMG 120 з'явились у 2009 році.
Станом на 2018 рік, за даними Андрія Харука, Гута Стальова Воля випускала «Краби», налагодивши власне виробництво стволів.